# Stranded (1935)
Stranded is een Amerikaanse dramafilm uit 1935 onder regie van Frank Borzage.

## Verhaal
Lynn Palmer is een maatschappelijk werkster uit San Francisco. Op een dag leert ze de seksistische ingenieur Mack Hale kennen, een van de verantwoordelijken voor de bouw van de Golden Gate Bridge. Aanvankelijk maakt hij zich vrolijk over Lynn, maar langzamerhand groeit zijn bewondering voor haar inzet voor de zwakkeren in de maatschappij.

## Rolverdeling
| Acteur           | Personage             |
| ---------------- | --------------------- |
| Kay Francis      | Lynn Palmer           |
| George Brent     | Mack Hale             |
| Patricia Ellis   | Velma Tuthill         |
| Donald Woods     | John Wesley           |
| Robert Barrat    | Stanislaus Janauschek |
| Barton MacLane   | Sharkey               |
| Joseph Crehan    | Johnny Quinn          |
| William Harrigan | Updyke                |
| Henry O'Neill    | Mijnheer Tuthill      |
| Frankie Darro    | Jimmy Rivers          |
| John Wray        | Mike Gibbons          |
| Edward McWade    | Tim Powers            |
| June Travis      | Mary Rand             |
| Ann Shoemaker    | Mevrouw Tuthill       |
| Gavin Gordon     | Jack                  |